# فرودگاه هوکنسورا نامسوس
فرودگاه هوکنسورا نامسوس (به انگلیسی: Namsos Airport, Høknesøra) (به زبان بومی: Namsos lufthavn, Høknesøra) یک فرودگاه غیرنظامی با کد یاتا OSY است که یک باند فرود آسفالت دارد و طول باند آن ۸۰۰ متر است. این فرودگاه در کشور نروژ قرار دارد و در ارتفاع ۲ متری از سطح دریا واقع شده‌است.

## شرکت‌های هواپیمایی و مقصدهای پروازی
| شرکت‌های هواپیمایی | مقصدهای پروازی                                   |
| ----------------- | ------------------------------------------------ |
| ویدروئه           | بودو. موشن کیاشتاد، ارویک، اریوم، ورنس تروندهایم |